# Суаніт
Суаніт — мінерал, борат магнію острівної будови. Важливий промисловий мінерал бору.
Від назви місцевості першознахідки (T.Watanabe, 1953).
Синоніми: магніоборит.

## Опис
Хімічна формула: Mg2[B2O5]. Mg частково заміщується на Fe2+. Містить у % (родов. Гол-Кол, Корея): MgO — 46,48; B2O3 — 38,20. Домішки: CO2; CaO; H2O; Al2O3; SiO; Fe2O3.
Сингонія моноклінна. Призматичний вид. Форми виділення: аґреґати голчастих кристалів. Спайність по (010). Густина 2,91. Тв. 5,5-6,0. Колір білий, рожевий, блідо-бузковий або безбарвний. Блиск скляний. Перламутровий полиск. Зустрічається у магнезіальних скарнах і кальцифірах. Супутні мінерали: кліногуміт, котоїт, людвігіт, флогопіт, шпінель. Знахідки: родов. Гол-Кол (пров. Суан, Північна Корея).

## З історії відкриття мінералу
Вперше він був описаний у 1953 році японським вченим Такео Ватанабе з Токійського університету. Перший його контакт з мінералом відбувся під час аналізу золото- та мідних мінералів скарну з шахти Гол Кол, розташованої в Північній Кореї, отриманої в 1939 році. Завдяки малому розміру зразка, який він мав, він зміг визначити невідомі оптичні властивості речовини під мікроскопом. У 1943 році Ватанабе зміг повернутися на місце і отримати подальші зразки, що дозволили йому провести хімічний аналіз мінералу.